# Strażnica WOP Gdańsk
Strażnica w Gdańsku:
1. podstawowy pododdział graniczny Wojsk Ochrony Pogranicza pełniący służbę ochronną na granicy morskiej.
2. graniczna jednostka organizacyjna polskiej straży granicznej realizująca zadania bezpośrednio w ochronie granicy państwowej.

## Formowanie i zmiany organizacyjne
Strażnica została sformowana w 1945  w strukturze 20 komendy odcinka Sopot jako 99 strażnica WOP (Gdańsk) o stanie 56 żołnierzy. Kierownictwo strażnicy stanowili: komendant strażnicy, zastępca komendanta do spraw polityczno-wychowawczych i zastępca do spraw zwiadu. Strażnica składała się z dwóch drużyn strzeleckich, drużyny fizylierów, drużyny łączności i gospodarczej. Etat przewidywał także instruktora do tresury psów służbowych oraz instruktora sanitarnego. Sformowane strażnice morskiego oddziału OP nie przystąpiły bezpośrednio do objęcia ochrony granicy morskiej. Odcinek dawnej granicy polsko-niemieckiej sprzed 1939  od Piaśnicy, aż do lewego styku z 4 Oddziałem OP ochraniany był przez radziecką straż graniczną wydzieloną ze składu wojsk marszałka Rokossowskiego. Pozostały odcinek granicy od rzeki Piaśnica, aż po granicę z ZSRR zabezpieczała Morska Milicja Obywatelska.
Latem 1948  została połączona strażnica specjalna nr 99 z MGPK nr 22 Gdańsk. Dowództwo nad tymi pododdziałami objął dowódca Morskiego GPK.
Z dniem 15.07. 1949, na podstawie rozkazu MBP nr 1, zostały rozformowany MGPK i w jego składzie strażnica specjalna. Na ich bazie powstał samodzielny batalion kontroli granicznej.
Na początku 2000  utworzono strażnicę Straży Granicznej w Gdańsku podległą Morskiemu Oddziałowi Straży Granicznej.

## Służba graniczna
W początkach 1947  przejściowe punkty kontrolne Gdańsk i Gdynia zostały poważnie wzmocnione. Wobec powyższego strażnice WOP nr 97 i 99 zaprzestały ochrony obiektów portowych, a zajęły się wyłącznie ochroną obiektów lądowych i kontrolą ruchu rybackiego.
Strażnice sąsiednie:
98 strażnica WOP Sopot ⇔ 100 strażnica WOP Bohnsack – 1946

## Dowódcy batalionu
- kpt. Julian Prostak (był 10.1946)[b].
- kpt. Zygmunt Dziubiński(był 1.01.1955)[10]
- ppor. SG Mikołaj Kaczanowicz(był w 2002)[11]